# ITunes Connect
iTunes Connect è un servizio che permette agli sviluppatori dell'Apple Developer Program di caricare le applicazioni, modificare le descrizioni e i dati e visualizzare i ricavi. L'iTunes Connect è anche utilizzato per pubblicare e vendere i libri sull'iBookstore.
Dopo che un utente si è iscritto all'Apple Developer Program, può entrare nell'iTunes Connect attraverso l'ID Apple.

## Applicazione
È disponibile anche un'applicazione per il sistema operativo iOS che permette di gestire i prodotti resi disponibili sui vari store online di Apple.
Essa si divide in 4 schermate: Trends, che mostra, con vari grafici, l'andamento (trend) dei prodotti sugli store, Products, che mostra la lista di prodotti dell'utente, Search, che permette di effettuare una ricerca tra questi prodotti, e Settings.

## Apple Developer Program
L'Apple Developer Program è servizio con cui i programmatori possono distribuire le loro applicazioni attraverso l'App Store di iPhone, iPad, Mac, Apple Watch, Apple TV e iMessage. Una volta che si è iscritti si ha anche accesso a tutte le beta dei sistemi operativi e dei software di Apple. Il servizio ha un costo di € 99 annui.